# Stigmastanol
Stigmastanol ist eine polycyclische Verbindung und gehört zu den Phytosterolen. Es besteht aus einem tetracyclischen Grundgerüst mit drei anellierten Cyclohexanringen und einem anellierten Cyclopentanring. In 3-Stellung befindet sich eine OH-Gruppe.

## Vorkommen

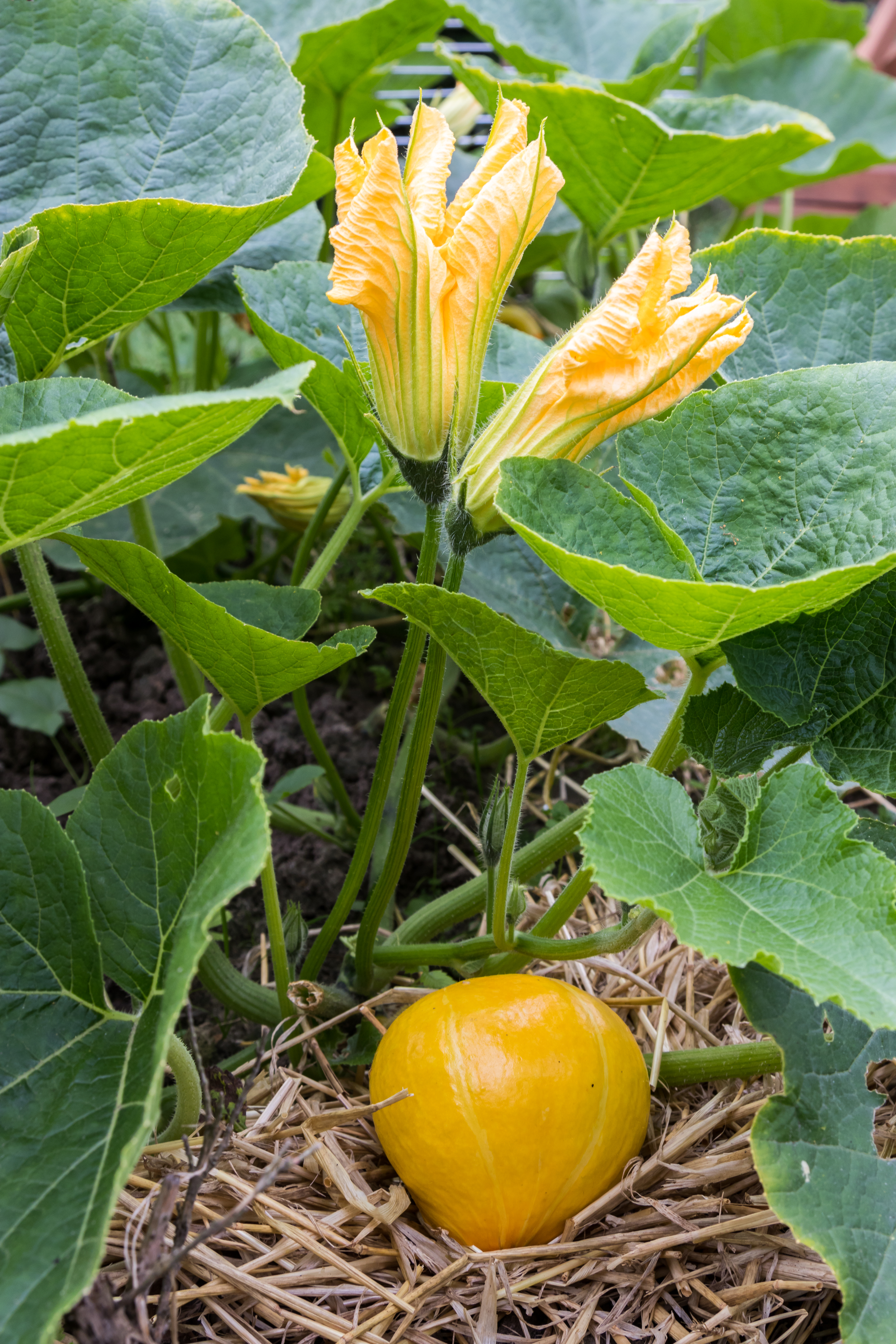
Riesenkürbis (Cucurbita maxima)

Stigmastanol kommt in verschiedenen Pflanzen und deren Ölen vor, wie zum Beispiel in Trichosanthes cucumeroides Maxim., Solanum  aculeatissimum und Cucurbita maxima.